# Landerneau
Landerneau is een gemeente in  het Franse departement Finistère, in de regio Bretagne. De plaats  ligt 18 km ten oosten van de stad Brest en maakt deel uit van het arrondissement Brest en de intercommunalité Communauté de communes du Pays de Landerneau-Daoulas. Op 1 januari 2022 had de gemeente 16.327 inwoners.

## Geografie
De oppervlakte van Landerneau bedroeg op 1 januari 2022 13,19 vierkante kilometer; de bevolkingsdichtheid was toen 1.237,8 inwoners per km².
De onderstaande kaart toont de ligging van Landerneau met de belangrijkste infrastructuur en aangrenzende gemeenten.

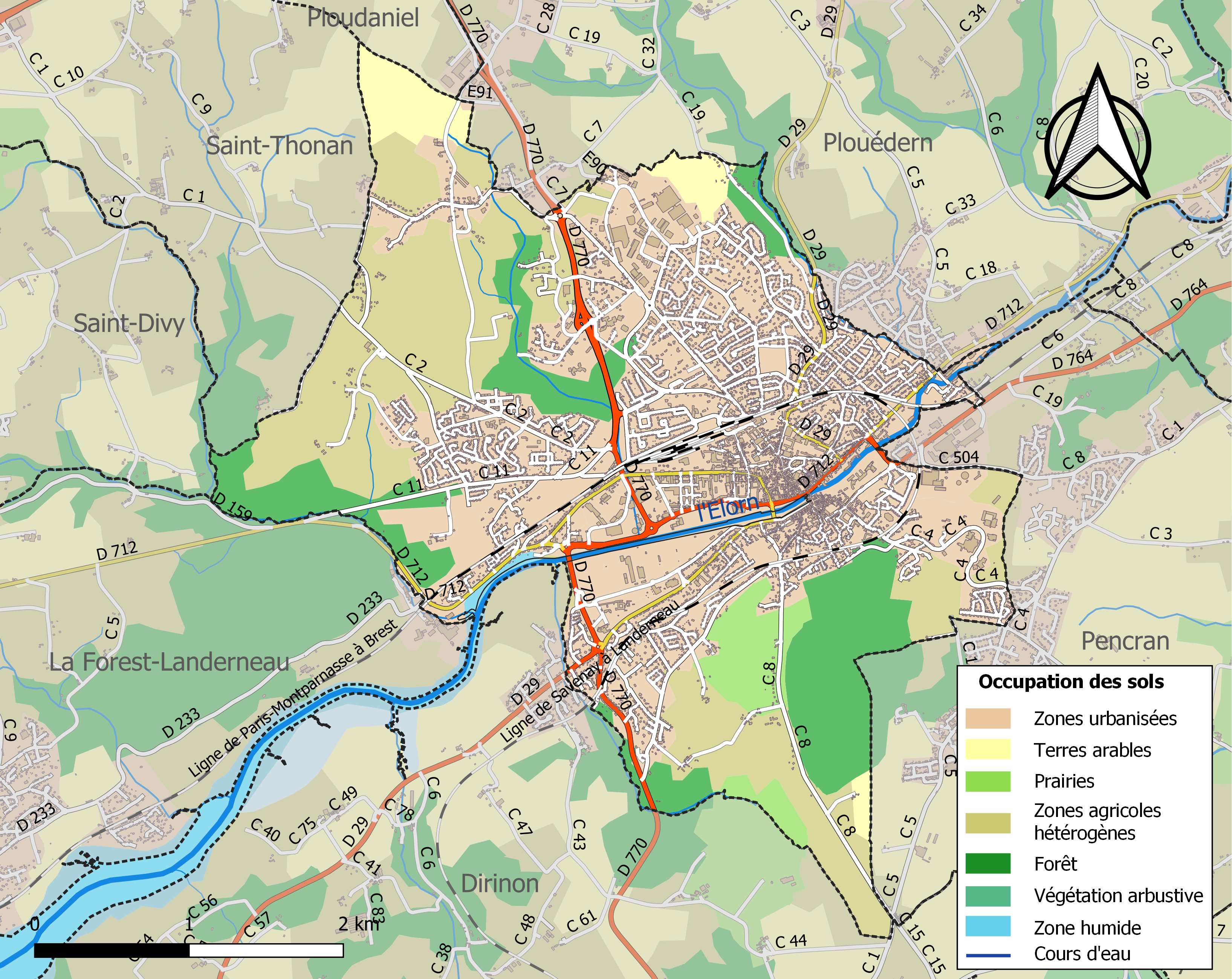

Tot de gemeente behoort het grootste deel van Beuzit-Conogan, dat ten west-noordwesten van het stadje ligt.

### Infrastructuur

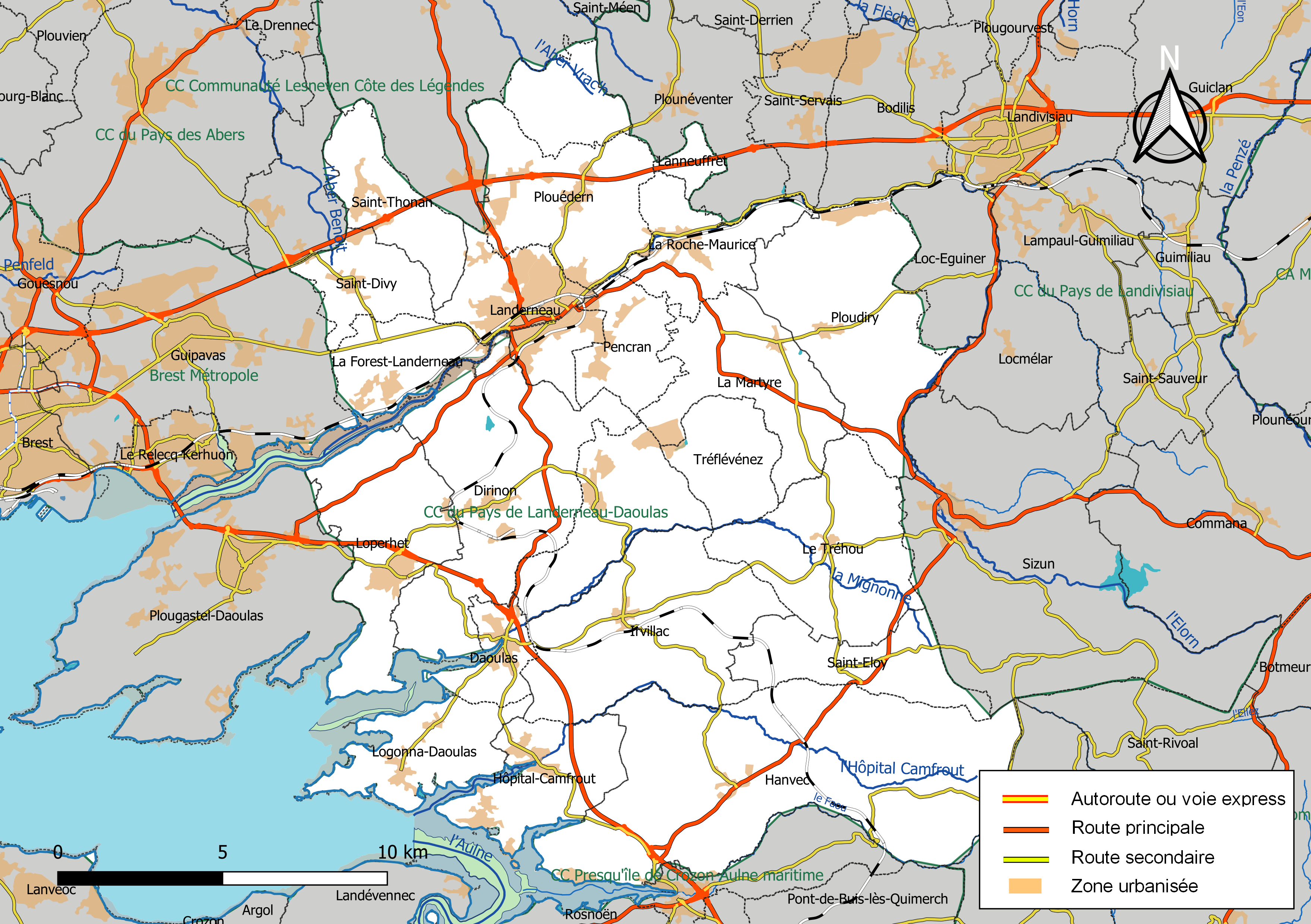
De intercommunalité waar Landerneau deel van uitmaakt (01-01-2019)

In de gemeente ligt sedert 1865 spoorwegstation Landerneau. Vanaf hier kan men per trein in westelijke richting naar Brest reizen, of in de andere richting naar Nantes, Rennes of Parijs.
De N12, de belangrijkste, west-oost lopende, hoofdverkeersweg,  loopt ten noorden van het stadje langs van Brest in het westen via Landivisiau ten noordoosten van Landerneau, oostwaarts naar Rennes.

## Demografie
In 1792 werd het aantal inwoners van Landerneau op 4.000 geschat. Onderstaande figuur toont het verloop van het inwonertal (bron: INSEE-tellingen).

## Economie
Te Landerneau is een belangrijk logistiek centrum van de Franse supermarktketen E.Leclerc gevestigd. Er is verder enige industrie van parfums e.d. gevestigd.

## Geschiedenis

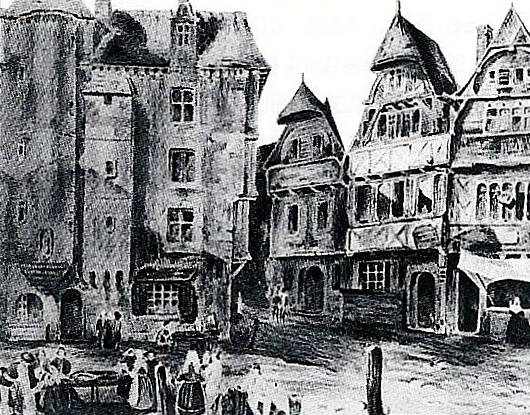
Tekening uit 1748 van het marktplein

Van de 11e tot en met de 13e eeuw behoorde het in 1206 voor het eerst schriftelijk vermelde  Landerneau tot het burggraafschap (vicomté) van Léon. In de middeleeuwen was de plaats gekend als Lan Terneo, Lan Erno of Lan terne. Lann is oud-Bretons voor heiligdom, huis waar een kluizenaar woont. De tweede deel van de naam wijst op een persoon, die Ternoc of Arnoc heette. In de regio werd in de middeleeuwen een (niet officieel door de Rooms-Katholieke Kerk erkende) heilige Arnoc vereerd. Vanaf 1363 behoorde Landerneau tot het burggraafschap Rohan. Tot aan de Franse Revolutie was Landerneau een bescheiden havenstadje aan de monding van de tot hier toe bevaarbare Élorn, die in westelijke richting stroomt en bij Brest in zee uitmondt.
Van de 16e tot en met de 18e eeuw kende het stadje en zijn omgeving enige linnennijverheid van belang; er werd een soort linnen met de naam creé geproduceerd. Deze stoffen werden te Landerneau ook op kwaliteit gecontroleerd en, na goedkeuring, naar andere delen van Frankrijk verkocht, of via de haven naar het buitenland geëxporteerd. Via de haven werden verder met name  paarden, vee en bont uitgevoerd; importgoederen waren Zweeds ijzer en Spaanse wijn. Er ontstond in deze periode een soort handelsaristocratie in het stadje, bestaande uit Frans (niet Bretoens) sprekende koopmansfamilies. Dezen werden in het Bretoens julod (meervoud: juloded) genoemd.
In 1675 was Landerneau een van de brandpunten van een revolte tegen de fiscale politiek van koning Lodewijk XIV.

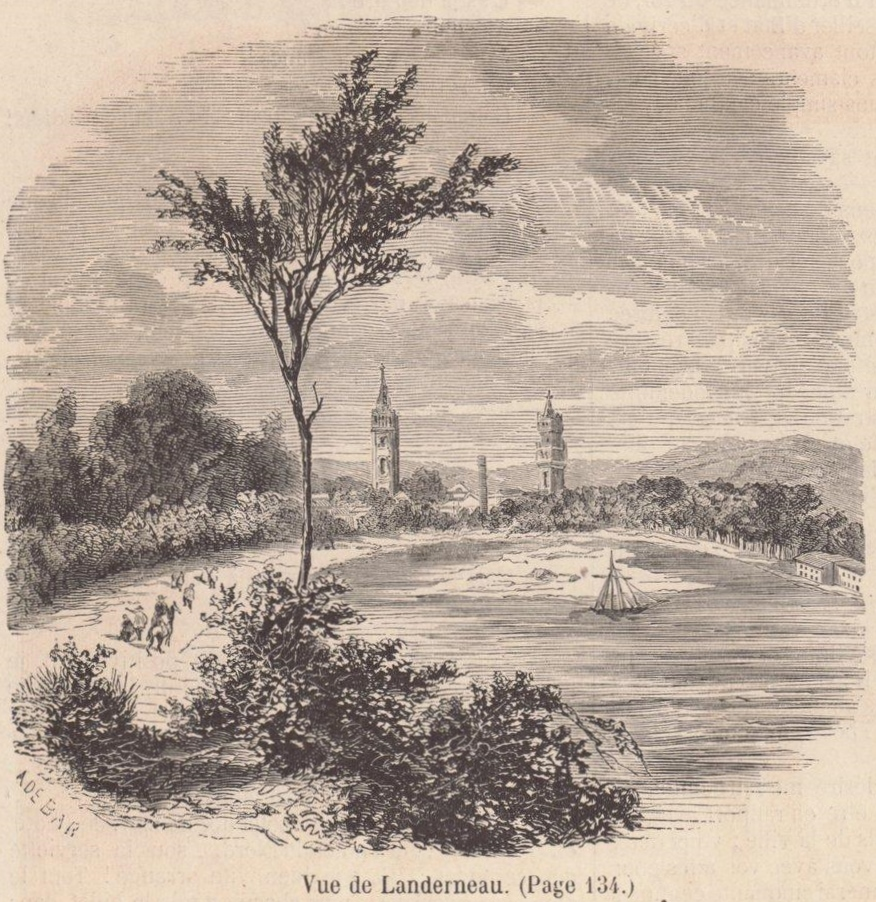
Stadsgezicht uit 1858

In de 18e eeuw werd, na klachten over overstromingen van de havenkaaien, de haven enige malen gerenoveerd.
In 1821 begon in het stadje het industriële tijdperk met de oprichting van een grote, in 1865 meer dan tweeduizend personeelsleden tellende, textielfabriek. Deze gaf in het midden van de 19e eeuw ook enige tijd werk aan 300 Schotten uit Dundee en omgeving, die vertrouwd waren met de nieuwe stoommachines in het bedrijf. Er werden van linnen o.a. zeilen voor schepen gemaakt, en legertenten en hangmatten. In 1895 sloot het bedrijf; het was aan de concurrentie door textielproducten van het goedkopere katoen ten onder gegaan.
In 1871 werd de streek rond Landerneau zwaar door de runderpest getroffen. In 1902-1903 waren er onlusten naar aanleiding van een regeringsbesluit tot het opheffen van allerlei kerkelijke instellingen. De gemeente kreeg relatief laat, pas in 1925, aansluiting op het elektriciteitsnet. Gedurende de Tweede Wereldoorlog was er actief verzet tegen de Duitse bezetter; circa 80 inwoners van Landerneau overleefden om uiteenlopende redenen deze oorlog niet. De bevrijding door de geallieerden (Amerikanen, voorafgegaan door Franse parachutisten) vond plaats op 11 augustus 1944.

## Bezienswaardigheden
De kerk van St. Houardon, oorspronkelijk grotendeels daterend uit 1604, werd in 1858 gedemonteerd en op de huidige locatie heropgebouwd. Keizer Napoleon III verleende hier subsidie voor. Deze kerk is in de regio vermaard vanwege haar klokkentoren met 22 kerkklokken.
De stad ligt aan een kleine rivier, de Élorn. Over deze rivier ligt in het stadje een oude brug, de Pont de Rohan. De oudste vermelding van deze brug dateert uit 1336, en in 1510 werd de brug in steen herbouwd. De brug is een van de weinige in Europa, waarop oude gebouwen staan. Gebouwen op de brug hebben o.a. als molen en als gevangenis dienst gedaan. Enkele malen lukte het aan hier opgesloten gedetineerden, te ontsnappen, door vanaf de brug in het water te springen en weg te zwemmen.
Ook elders in Landerneau staan een aantal monumentale, oude huizen. Monumentaal is ook het voormalige, 18e-eeuwse ursulinenklooster in de stad. Na eeuwenlang als o.a. gevangenis en kazerne te hebben dienstgedaan, is het sedert de jaren tachtig van de 20e eeuw een middelbare school met internaat.

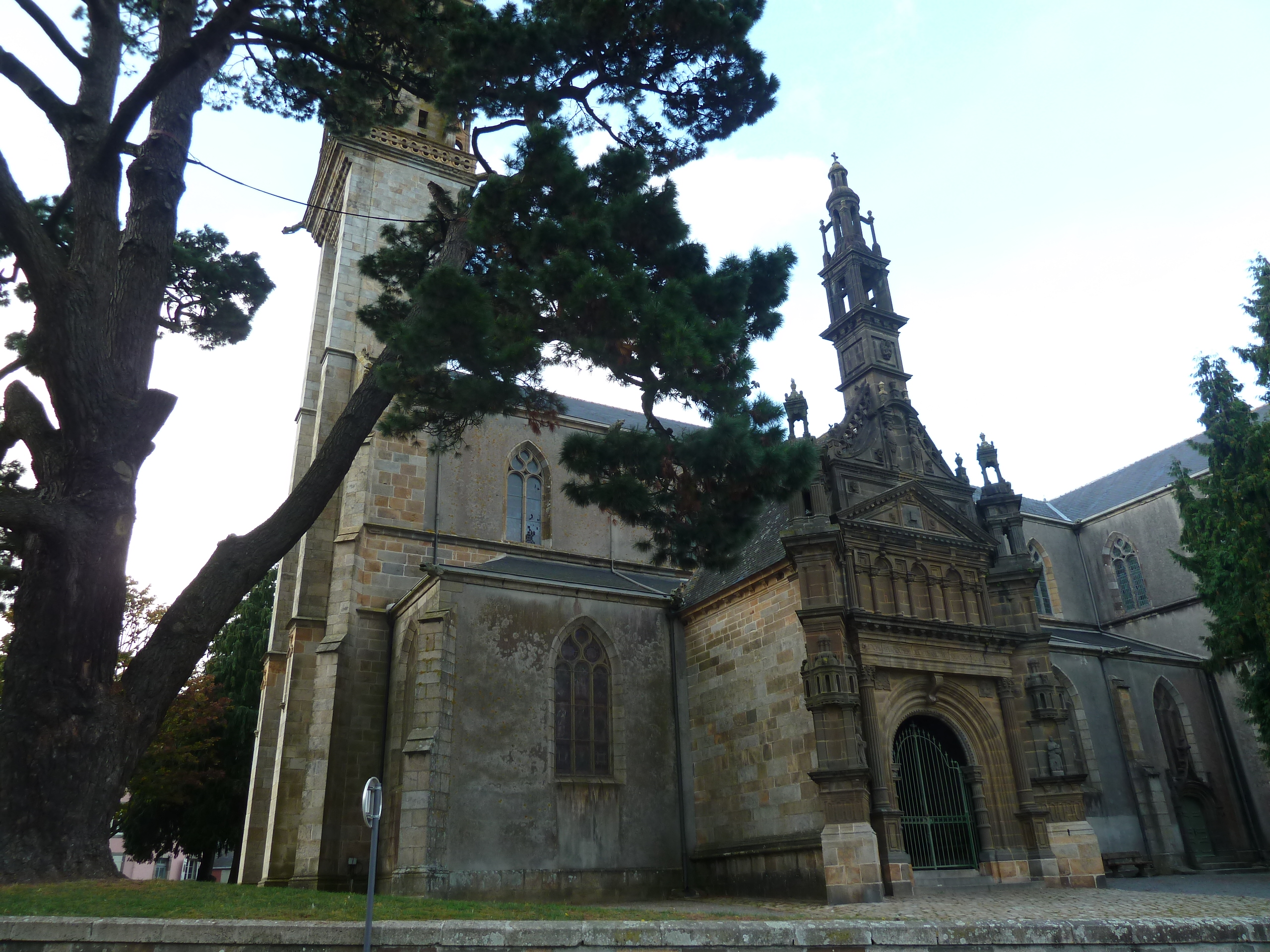
St. Houardon-kerk
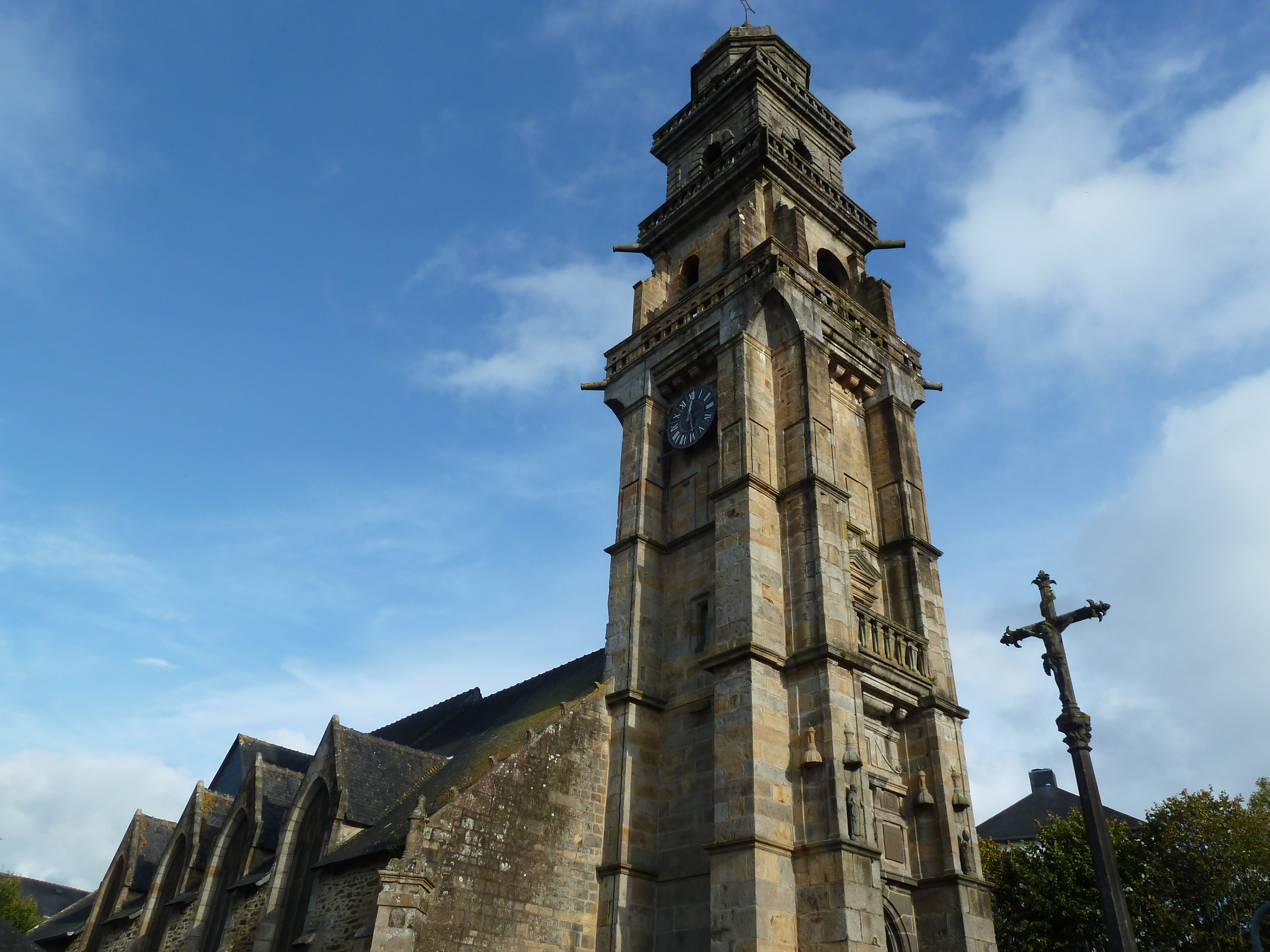
Landerneau, Sint-Thomaskerk
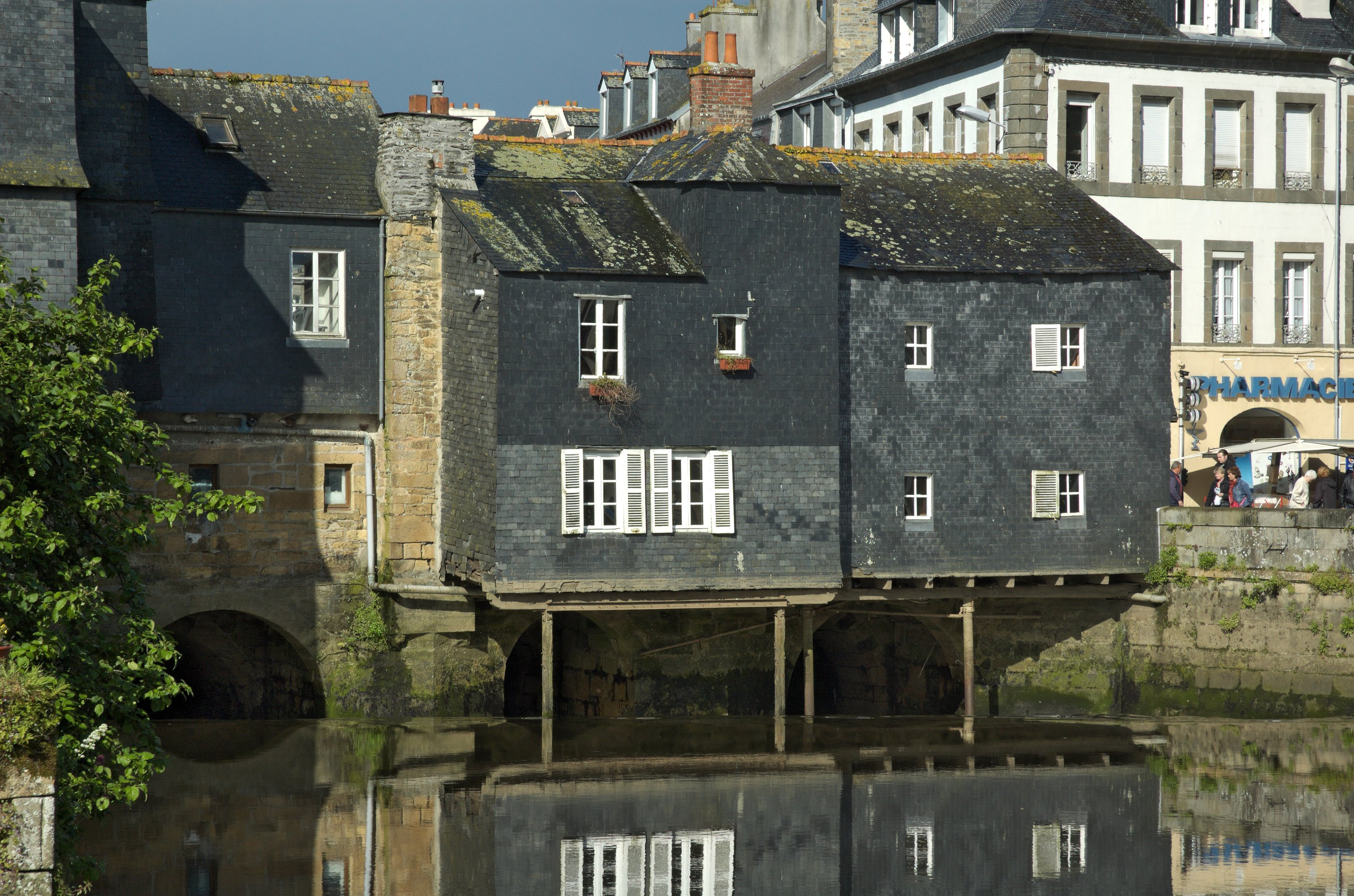
Pont de Rohan (1)
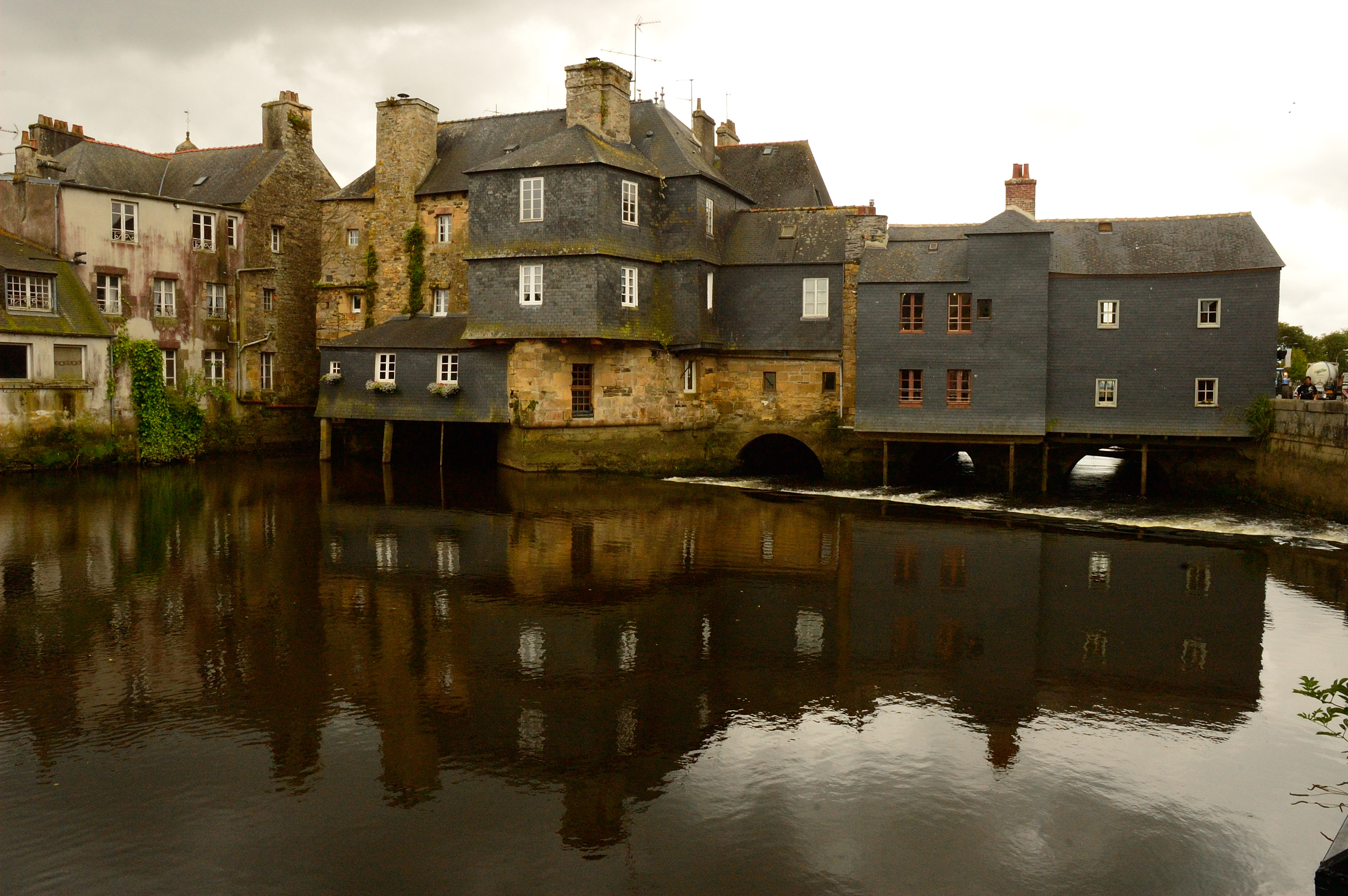
Pont de Rohan (2)
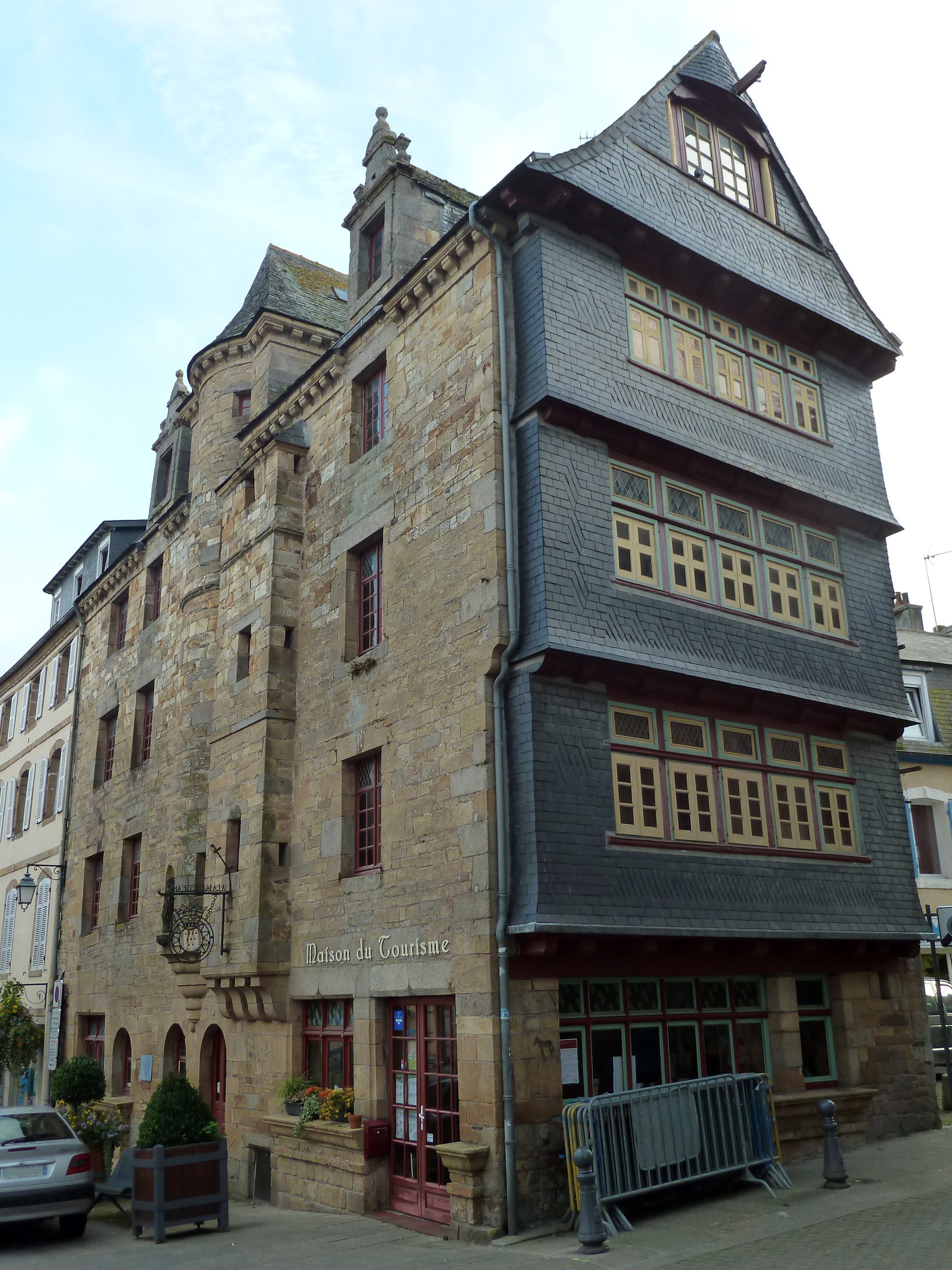
Huis van de seneschalk (1664)
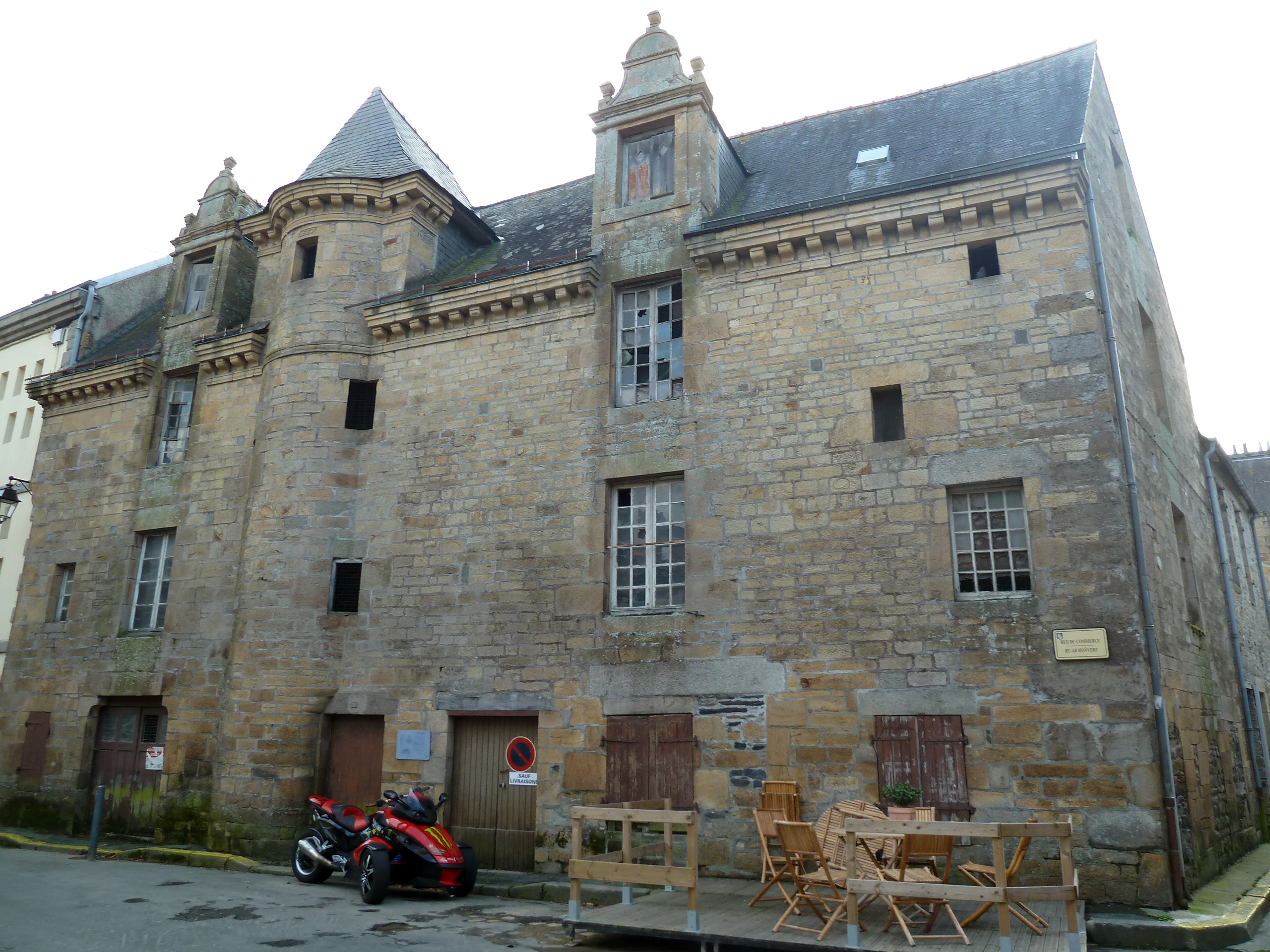
Huize Duthoya
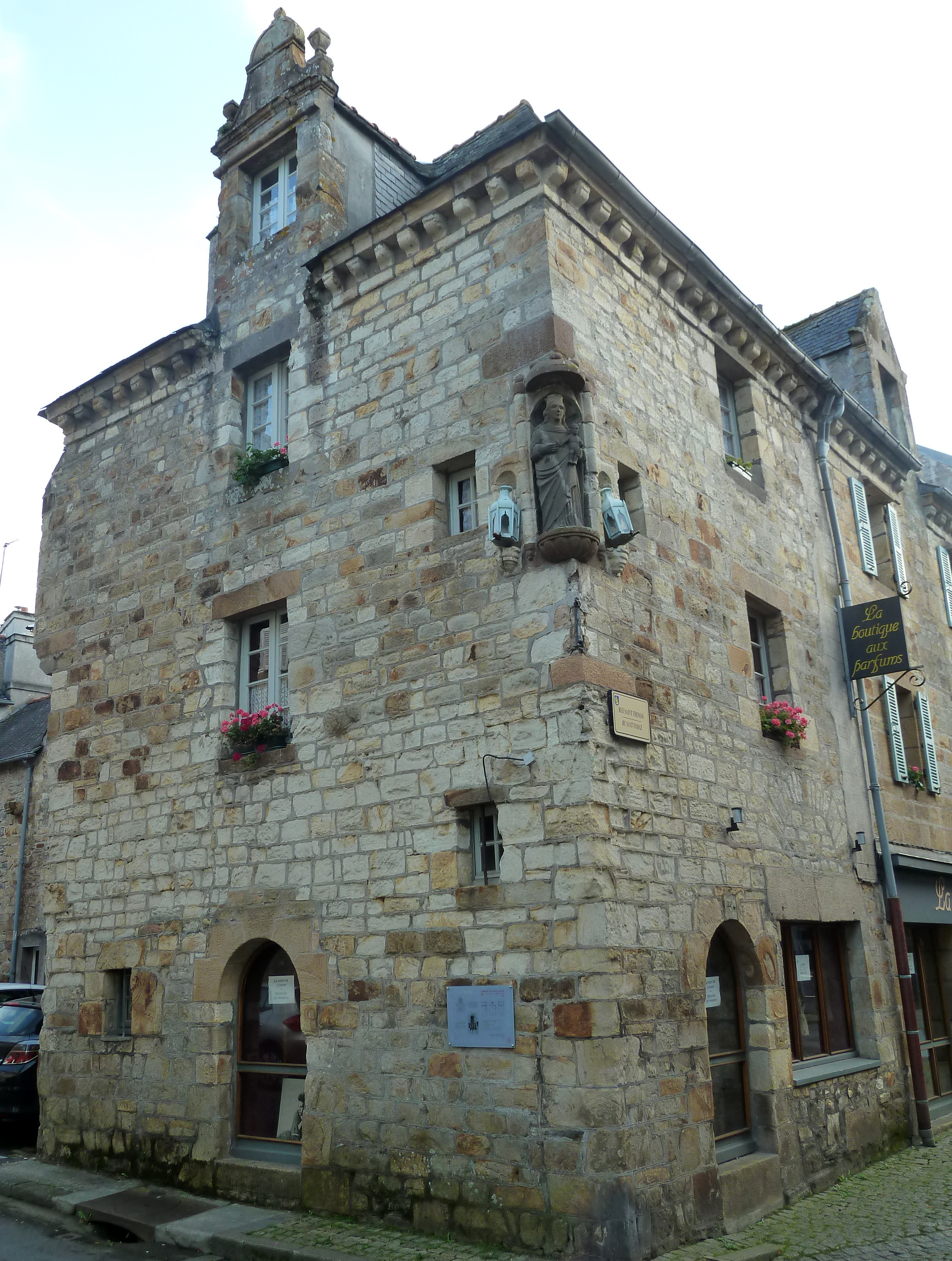
Herberg O.L.Vrouwe van Rumengol
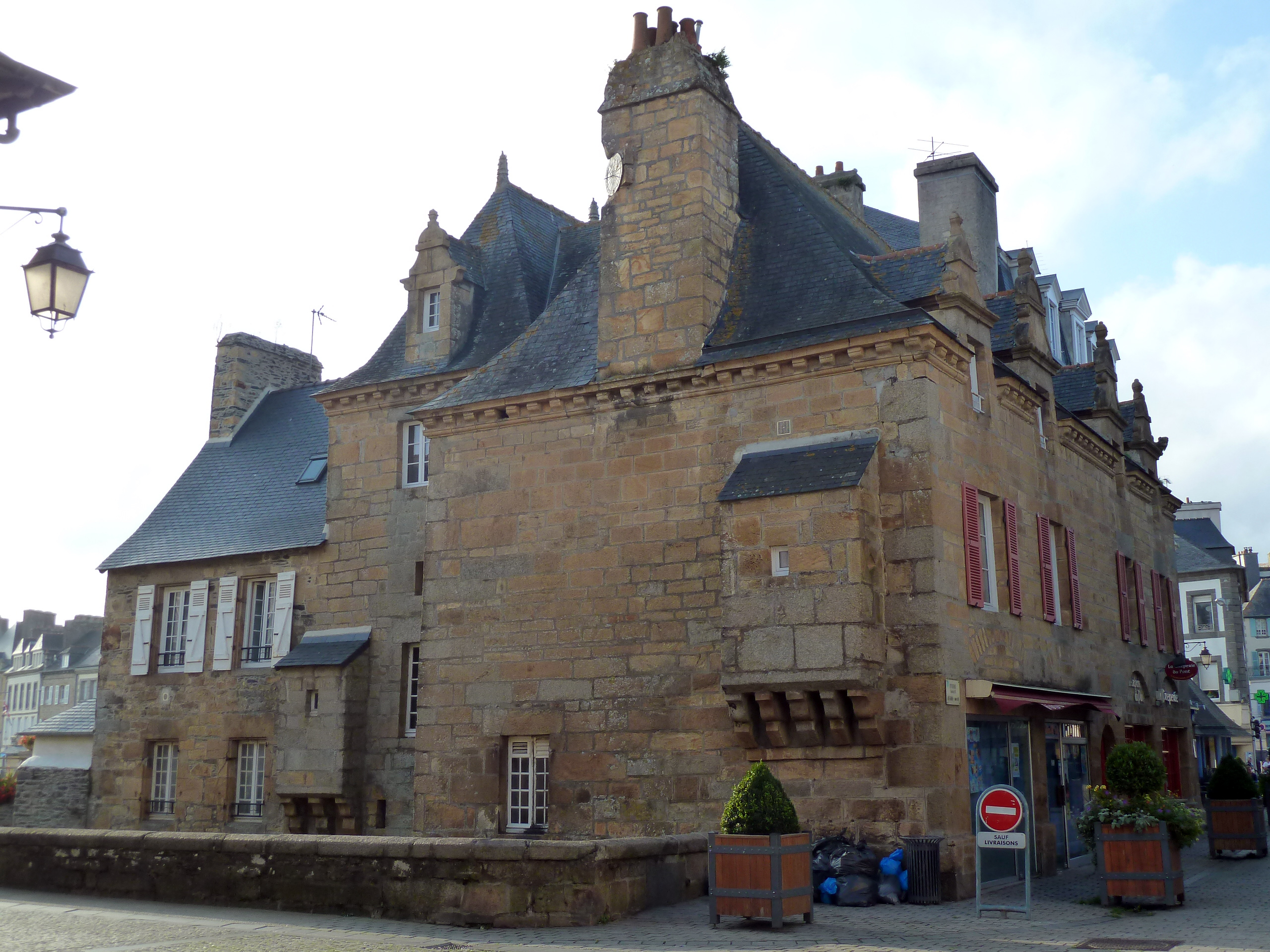
Huis Gillard

## Cultuur
Jaarlijks vindt medio augustus een onder jongeren populair meerdaags muziekfestival plaats met de naam Fête du bruit (letterlijk: Ruis- of Rumoer-feest). Verder vinden er ook iedere zomer enige andere evenementen, o.a. een kermis en een volksdansfestival plaats.
Het stadje is in geheel Frankrijk gekend door een spreekwoord in de Franse taal. Dit luidt: Cela va faire du bruit dans Landerneau, letterlijk vertaald: Dat gaat rumoer veroorzaken in Landerneau. De Franse toneelschrijver Alexandre Duval schreef een toneelstuk met de titel Les Héritiers, ou le Naufrage, dat eind 1796 in première ging. Het stuk handelt te Landerneau over de erfgenamen van iemand, die bij een schipbreuk zou zijn omgekomen, en hoe dezen de bezittingen van de overledene verdelen. Onverwachts keert de "overledene", die de erfgenamen , die hem niet kenden, voor diens broer hielden, terug en onthult na enige verwikkelingen zijn ware identiteit. Een huisbediende roept dan uit: "Cela va faire du bruit dans Landerneau!". Deze woorden uit dit succesvolle toneelstuk  werden daarna geleidelijk in geheel Frankrijk een gevleugeld woord, later een spreekwoord, met de betekenis: dat zal, in deze besloten, beperkte kring, veel stof doen opwaaien.

### Taalpolitiek
Samen met plm. 13 andere gemeenten in Bretagne doet Landerneau mee aan het initiatief Ya d’ar brezhoneg (dit betekent: Ja tegen de Bretonse taal). Dit gaat uit van de instantie Ofis publik ar Brezhoneg (in de Franse taal: Office public de la langue bretonne), die het behoud  en uitbreiding van het dagelijks gebruik van het Bretoens nastreeft, o.a. door tweetalige straatnaamborden, tweetalige webpagina's van gemeentes, bevordering van onderwijs in het Bretoens.

### Sport
Landerneau was één keer etappeplaats in de wielerkoers Ronde van Frankrijk. In 2021 was Landerneau aankomstplaats van de in Brest gestarte eerste etappe. De Fransman Julian Alaphilippe won de etappe en greep er de gele trui.

## Geboren in Landerneau
- Max Radiguet (geboren 17 januari 1816, overleden te Brest 7 januari 1899), schrijver, dichter en wereldreiziger; hij bereisde o.a. Tahiti, Haïti en de Marquesaseilanden en schreef hier populaire verhalen en reisbeschrijvingen over.
- Édouard Leclerc (1926-2012), ondernemer en stichter van de supermarktketen E.Leclerc
- Aude Biannic (1991), wielrenner
- Perrig Quéméneur (1984), wielrenner

## Partnersteden
Landerneau onderhoudt jumelages met:
- Hünfeld, Hessen, Duitsland, sedert 1968
- Caernarfon, Wales, sedert 1992